# Summer in Paradise
Summer in Paradise ist das 29. Studioalbum der amerikanischen Musikgruppe The Beach Boys und stammt aus dem Jahr 1992. Bis zum Erscheinen von That’s Why God Made the Radio im Jahr 2012 war es das letzte Studioalbum der Band, auf dem neues Material veröffentlicht wurde. Die Beach Boys nutzten für die Veröffentlichung in den USA ihr eigenes Plattenlabel Brother Records. In Europa wurde es von EMI vertrieben. Es wurde berichtet, dass der Distributor, der das Album in den USA vertrieb, bald darauf Insolvenz anmelden musste.
Produziert wurde das Album von Terry Melcher. Einzig das Lied Forever wurde nicht von ihm, sondern von Garry Griffin, Lanny Cordula und John Stamos produziert. Als Executive Producer fungierte Mike Love.

## Entstehung
Seit dem Album Still Cruisin’ aus dem Jahr 1989 wurde nur wenig veröffentlicht, da die Beach Boys ihren Plattenvertrag verloren hatten. Im Jahr 1991 kam von Mike Love die Idee, ein Konzeptalbum über die frühen, typischen Beach-Boys-Themen wie Sommer, Sonne, Strand, Surfen und Mädchen zu erstellen. Love wollte mit diesem Album das „ultimative“ Sommer-Album erstellen.
Love und sein musikalischer Partner Terry Melcher schrieben zu diesem Zwecke sechs neue Lieder, die von den genannten Themen handelten. Des Weiteren waren einige Texte wieder stark von den Lehren der Transzendentalen Meditation geprägt. Neben ihnen wurden Coverversionen von Hot Fun in the Summer Time, Under the Boardwalk und Remember Walking in the Sand aufgenommen. Bruce Johnston steuerte die Ballade Slow Summer Dancin’ bei. Dazu gab es zwei Neuaufnahmen aus dem Beach-Boys-Katalog. Dies waren Surfin und Forever, wobei zu letzterem John Stamos die Lead-Stimme einsang.

## Aufnahmen und Beteiligungen
Melcher und Love waren die treibenden Kräfte hinter dem Projekt, die die Aufnahmen auch leiteten. Da sich vor allem Alan Jardine kritisch zu diesem Projekt geäußert hatte, wurde er von Mike Love während der Aufnahmen aus der Band suspendiert. Auch Carl Wilson war nur sporadisch bei den Aufnahmen vertreten, zudem nahmen auch die Musiker, die mit den Beach Boys auf Tournee gingen, geschlossen nicht an diesem Projekt teil. Bruce Johnston war das einzige Bandmitglied, das mit dem Keyboard ein Instrument beisteuerte. Die Harmoniegesänge stammen zum größten Teil von Mike Love, Terry Melcher, Bruce Johnston und Adrian Baker.
Die Rhythmus-Sektion wurde von Produzent Terry Melcher komplett über einen Drumcomputer und Keyboards eingespielt.
Erst gegen Ende der Aufnahmen beteiligte sich Alan Jardine am Projekt, allerdings beschränkte sich seine Mitarbeit lediglich auf drei Lieder.

## Veröffentlichung
Als das Album fertig aufgenommen war, bot Mike Love es Capitol Records an, die es – wie viele andere Plattenfirmen – ablehnten. Daher brachten die Beach Boys es auf ihrem eigenen Label Brother Records heraus. Summer in Paradise verkaufte sich weltweit schlecht und wurde bereits nach wenigen Wochen nicht mehr im Handel angeboten. Auch Auftritte in den populären Fernsehserien Baywatch und Full House, in denen mehrere Lieder vorgestellt wurden, konnten die Verkaufszahlen nicht steigern.
Da sich das Album in den USA sehr schlecht verkaufte (in den USA wurden angeblich weniger als 1000 Stück abgesetzt), mixte Terry Melcher fünf Titel neu ab und verwendete sie in der Europaversion. Melcher wollte zudem eine neu gemischte Single von Under the Boardwalk veröffentlichen. Die Zusammenarbeit mit ihm wurde allerdings vorher beendet, da die Band in ihm den Verantwortlichen für den Misserfolg sah.
Das Album Summer in Paradise schaffte es in den USA als erstes Beach-Boys-Album überhaupt nicht in die Charts. Die einzige bekannte Chart-Notierung war Platz 37 in der Schweiz. Das Album konnte sich dort zwei Wochen in den Top 40 halten.
Nachdem nur sehr wenige Kopien des Albums verkauft wurden und es nach der ersten Auflage nicht mehr nachproduziert wurde, gilt es seit Jahren als Sammlerstück.

## Titelliste
1. Hot Fun in the Summertime (Sylvester Stewart) (Deutschland #75)
2. Surfin (Mike Love/Brian Wilson)
3. Summer of Love (Mike Love/Terry Melcher)
4. Island Fever (Mike Love/Terry Melcher)
5. Still Surfin’ (Mike Love/Terry Melcher)
6. Slow Summer Dancin’ (One Summer Night) (Bruce Johnston/Danny Webb)
7. Strange Things Happen (Mike Love/Terry Melcher)
8. Remember (Walking in the Sand) (George Morton)
9. Lahaina Aloha (Mike Love/Terry Melcher)
10. Under the Boardwalk (Mike Love/Artie Resnick/Kenny Young)
11. Summer in Paradise (Craig Fall/Mike Love/Terry Melcher)
12. Forever (Gregg Jakobsen/Dennis Wilson)

Es gibt zwei Versionen des Albums: Eine für die USA und eine zweite für Europa. Die Version „Europa“ bietet alternative Versionen von Island Fever, Strange Things Happen, Under the Boardwalk, Summer in Paradise und Forever.

## Songinformationen
- Mit Summer of Love und Summer in Paradise traten die Beach Boys in der Fernsehserie Baywatch auf.
- Forever wurde in der Fernsehserie Full House von John Stamos gesungen.
- Auf Lahaina Aloha spielt Van Dyke Parks das Akkordeon.
- Auf der europäischen Variante vom Titelsong Summer in Paradise ist Roger McGuinn mit seiner 12-saitigen Rickenbacker-Gitarre zu hören. Außerdem singt er eine Strophe.